# سگاندو سرناداس
 در ایران او بیشتر به خاطر بازی در تله نولای طلسم زیبا در نقش  مارسلو ماچادو شناخته می‌شود.او همچنین سابقه ی بازی در سریال روح النا که از فارسی وان پخش می شد را نیز دارد.

## زندگی‌نامه
او در سال ۲۰ مارس ۱۹۷۲ در آرژانتین زاده شد.